# میلود ربیعی
میلود ربیعی (عربی: ميلود ربيعي؛ زادهٔ ۱۲ دسامبر ۱۹۹۳) بازیکن فوتبال اهل الجزایر است.
از باشگاه‌هایی که در آن بازی کرده است می‌توان به باشگاه فوتبال وفاق سطیف اشاره کرد.
وی همچنین در تیم‌های ملی فوتبال زیر ۲۰ سال الجزایر و زیر ۲۳ سال الجزایر بازی کرده است.